# Хиртієшть (комуна)
Хиртієшть, Хиртієшті (рум. Hârtiești) — комуна у повіті Арджеш в Румунії. До складу комуни входять такі села (дані про населення за 2002 рік):
- Дялу (376 осіб)
- Леспезь (422 особи)
- Лучієнь (327 осіб)
- Хиртієшть (985 осіб) — адміністративний центр комуни

Комуна розташована на відстані 109 км на північний захід від Бухареста, 33 км на північний схід від Пітешть, 134 км на північний схід від Крайови, 71 км на південний захід від Брашова.

## Населення
За даними перепису населення 2002 року у комуні проживали 5000 осіб.
Національний склад населення комуни:
| Національність | Кількість осіб | Відсоток |
| -------------- | -------------- | -------- |
| румуни         | 4397           | 87,9%    |
| цигани         | 603            | 12,1%    |

Рідною мовою назвали:
| Мова      | Кількість осіб | Відсоток |
| --------- | -------------- | -------- |
| румунська | 4999           | > 99,9%  |
| угорська  | 1              | < 0,1%   |

Склад населення комуни за віросповіданням:
| Релігія        | Кількість осіб | Відсоток |
| -------------- | -------------- | -------- |
| православні    | 4902           | 98,0%    |
| бретрени       | 71             | 1,4%     |
| адвентисти     | 18             | 0,4%     |
| п'ятдесятники  | 3              | 0,1%     |
| реформати      | 2              | < 0,1%   |
| лютерани       | 2              | < 0,1%   |
| римо-католики  | 1              | < 0,1%   |
| греко-католики | 1              | < 0,1%   |